# Calvin Mac-Intosch
Calvin Mac-Intosch (* 9. srpna 1989, Amsterdam, Nizozemsko) je nizozemský fotbalový obránce, který působí v nizozemském klubu SC Cambuur. Hraje na postu stopera (středního obránce).